# 윈스턴 처칠의 폭풍전야
《윈스턴 처칠의 폭풍전야》(영어: The Gathering Storm)은 2002년에 개봉한 미국의 영화이다.

## 줄거리
1934년, 윈스턴 처칠은 깊은 정치적 침체기에 빠져 있으며, 자신의 선조인 제1대 말버러 공작 존 처칠의 전기를 완성하려고 노력한다. 그는 이 전기가 자신의 명성을 되찾는 데 도움이 되기를 바란다. 윈스턴은 아내 클레미로부터 돈 문제로 꾸중을 듣고, '운명의 남자'로서 자신의 순간이 지나갔을 수도 있음을 의식한다. 동시에 그는 영국 하원의 백벤처로서 아돌프 히틀러 치하의 독일 재무장과 유화정책에 대한 자신의 우려를 전달하기 위해 고군분투한다. 처칠은 또한 아들 랜돌프 처칠 (톰 히들스턴)의 행동에 실망하며, 이는 클레미와의 추가 논쟁으로 이어진다. 클레미는 해외 장기 여행을 떠나겠다고 선언한다. 처칠은 큰 충격을 받고 자신이 좋아하는 활동인 그림 그리기와 가족 별장인 차트웰 주변에 벽을 쌓는 일에 몰두한다. 클레미는 결국 돌아오고, 부부는 화해한다.
정부의 젊은 관리인 랠프 위그램은 독일 루프트바페 (공군)의 성장에 대해 우려하게 되었고, 아내의 설득으로 이에 대한 정보를 처칠에게 유출한다. 얼마 후, 처칠은 위그램의 정보를 사용하여 스탠리 볼드윈 (데릭 재커비) 총리의 유화정책을 공격하기 시작한다. 1936년, 위그램은 사망한 채 발견된다. 그의 죽음은 의심스러운 것으로 여겨지지만, 사망 증명서에는 사망 원인이 폐출혈로 기록되어 있다.
처칠의 명성이 회복되면서, 제2차 세계 대전이 시작된 1939년 9월, 독일에 대한 전쟁 선포와 함께 처칠이 다시 영국 왕립 해군을 지휘하는 해군장관을 맡게 될 것이라고 발표된다. 참을성 없는 처칠은 별장의 직원들에게 작별을 고하고 런던으로 향한다. 한밤중에 영국 해군본부에 도착한 처칠은 영국 해병대 상등병의 영접을 받는데, 그는 처칠에게 함대가 이미 "윈스턴이 돌아왔다"는 신호를 받았다고 알린다. 이에 처칠은 의기양양하게 "정말로 그렇다!"고 대답한다.

## 한국판 성우진(KBS)
- 유강진 - 윈스턴 처칠(앨버트 피니)
- 이선영 - 클레멘타인 처칠(바네사 레드그레이브)
- 박상일 - 모튼(짐 브로드벤트)
- 김규식 - 볼드윈(데릭 재커비)
- 탁원제 - 인치스(로니 바커)
- 최수민 - 처칠 비서(셀리아 아임리)
- 강희선 - 에바(레나 헤디)
- 이규화 - 위그램(라이너스 로체)
- 정훈석 - 랜돌프(톰 히들스턴)
- 원호섭 - 페티퍼(휴 보너빌)
- 이장원 - 밴시타트(톰 윌킨슨)
- 민지 - 사라(돌리 웰스)
- 곽윤상 - 베일리(앤소니 브로피)
- 김희진 - 에텔(다니엘 킹)

## 같이 보기
- 다키스트 아워 (영화)